# El Codolet
El Codolet és una muntanya de 63 metres que es troba al municipi de Sitges, a la comarca catalana del Garraf. A la part nord-est hi ha un jaciment arqueològic de l'època romana.